# Distrikt San Pablo (San Pablo)

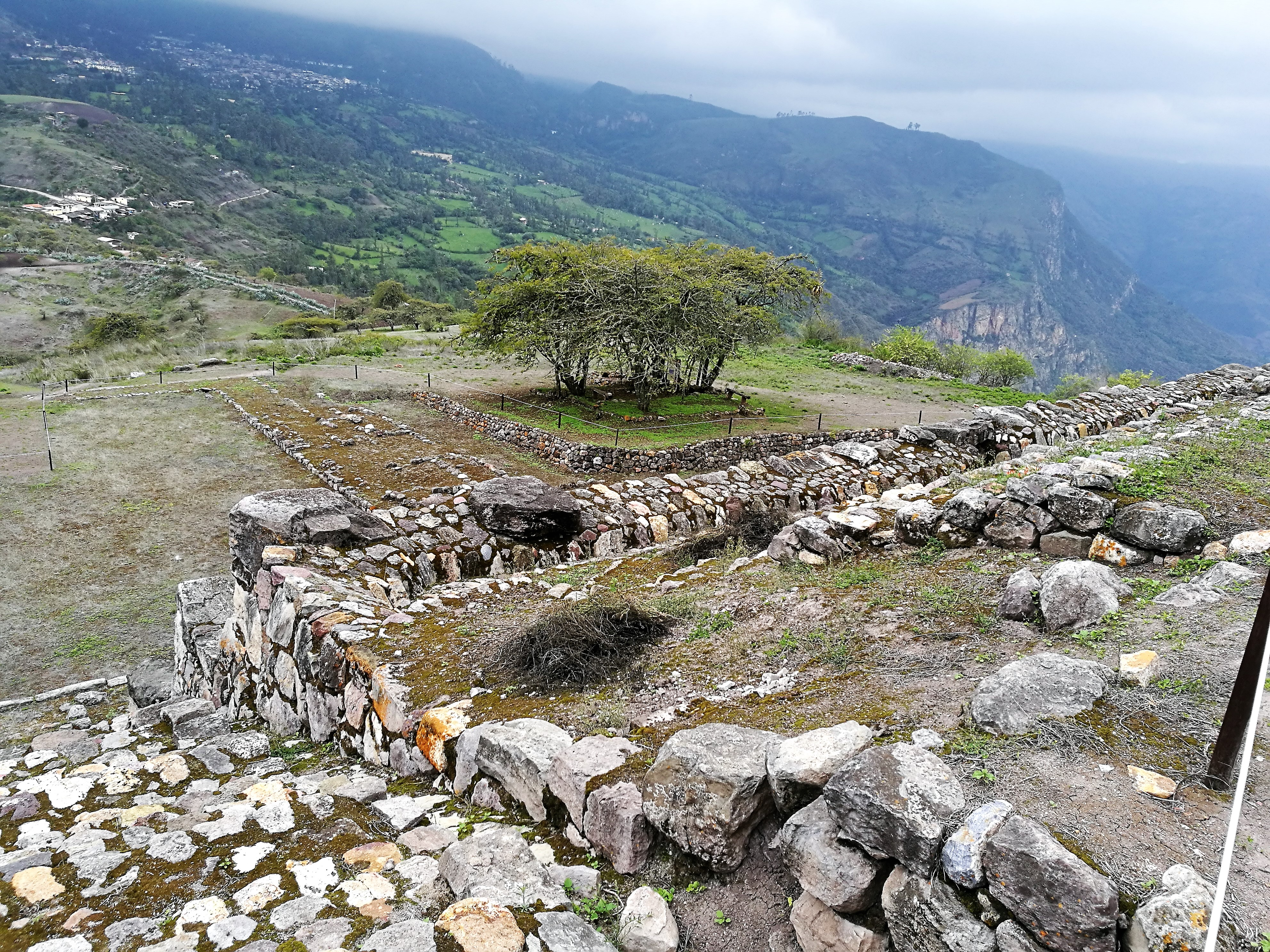
Archäologischer Fundplatz Kuntur Wasi

Der Distrikt San Pablo liegt in der Provinz San Pablo in der Region Cajamarca im Norden Perus. Der Distrikt wurde am 21. April 1950 gegründet. Er besitzt eine Fläche von 200 km². Beim Zensus 2017 wurden 13.352 Einwohner gezählt. Im Jahr 1993 lag die Einwohnerzahl bei 13.845, im Jahr 2007 bei 13.347. Sitz der Distrikt- und Provinzverwaltung ist die 2383 m hoch gelegene Kleinstadt San Pablo mit 3526 Einwohnern (Stand 2017). San Pablo befindet sich etwa 35 km westlich der Regionshauptstadt Cajamarca. Südwestlich von San Pablo befindet sich der archäologische Fundplatz Kuntur Wasi.

## Geographische Lage
Der Distrikt San Pablo befindet sich in der peruanischen Westkordillere nordwestzentral in der Provinz San Pablo. Entlang der nordwestlichen und westlichen Distriktgrenze fließt der Río Llapa und später der Río San Miguel (auch Río Puclush) nach Süden. Das Areal wird nach Süden zum Río Jequetepeque hin entwässert.
Der Distrikt San Pablo grenzt im Süden an die Distrikte San Bernardino und San Luis, im Westen und im Nordwesten an die Distrikte San Miguel und San Silvestre de Cochán (beide in der Provinz San Miguel), im Norden an den Distrikt Tumbaden sowie im Osten an die Distrikte Cajamarca und Chetilla (beide in der Provinz Cajamarca).

## Ortschaften
Im Distrikt gibt es neben dem Hauptort folgende größere Ortschaften:
- Callancas
- Cuzcuden
- El Palto
- Jancos
- Jancos Alto-El Gigante
- Kuntur Wasi
- La Capilla de Unanca
- Las Vizcachas
- Santa Rosa de Chumbil
- Santa Rosa de Unanca